# دلمبر (دهانه)
دلمبر یک دهانه برخوردی در ماه است.

## دهانه‌های اقماری
این دهانه ۵ دهانه اقماری دارد.
| Delambre | عرض جغرافیایی | طول جغرافیایی | قطر          |
| -------- | ------------- | ------------- | ------------ |
| H        | ۱٫۰° S        | ۱۶٫۴° E       | ۱۶٫۰ کیلومتر |
| J        | ۰٫۳° S        | ۱۶٫۸° E       | ۱۲٫۰ کیلومتر |
| B        | ۱٫۷° S        | ۱۹٫۶° E       | ۱۰٫۰ کیلومتر |
| D        | ۱٫۱° S        | ۱۷٫۶° E       | ۵٫۰ کیلومتر  |
| F        | ۱٫۰° S        | ۱۹٫۳° E       | ۵٫۰ کیلومتر  |